# 285-та дивізія охорони (Третій Рейх)
285-та дивізія охорони (Третій Рейх) (нім. 285. Sicherungs-Division) — піхотна дивізія Вермахту, що виконувала завдання охорони тилу військ Вермахту за часів Другої світової війни.

## Історія
285-та дивізія охорони була створена 15 березня 1941 року у II-му військовому окрузі на базі частин 207-ї піхотної дивізії.

## Райони бойових дій
- Німеччина (березень — липень 1941);
- СРСР (північний напрямок) (липень 1941 — серпень 1944).

## Командування

### Командири
- генерал-лейтенант Вольфганг фон Плото (нім. Wolfgang Edler Herr und Freiherr von Plotho) (15 березня 1941 — 5 серпня 1942);
- генерал-лейтенант Густав Адольф-Ауффенберг-Комаров (нім. Gustav Adolph-Auffenberg-Komarow) (5 серпня 1942 — 14 серпня 1944).

## Нагороджені дивізії
Нагороджені дивізії
|  | Кавалери Золотого Німецького Хреста                                                                        | 17 |
|  | Кавалери Лицарського хреста Залізного хреста                                                               | 2  |
|  | Кавалери Почесної відзнаки Сухопутних військ «Почесна застібка на орденську стрічку для Сухопутних військ» | 7  |

- Нагороджені Сертифікатом Пошани Головнокомандувача Сухопутних військ (1)

## Бойовий склад 285-ї дивізії охорони
- штаб дивізії;
- 2-га піхотна бригада СС (2. SS-Infanterie-Brigade);
- 322-й посилений піхотний полк (verstärktes Infanterie-Regiment 322);
- 113-й полк земельних стрільців (Landesschützen-Regimentsstab 113);
- 3-й полк охорони (Sicherungs-Regiment 3);
- 619-й резервний батальйон поліції (Reserve-Polizei-Bataillon 619);
- 706-й батальйон вартової служби (Wachbataillon 706);
- III.-й артилерійський дивізіон 207-го артилерійського полку (III./Artillerie-Regiment 207);
- 619-й самокатний батальйон (Radfahr-Bataillon 619);
- 620-й самокатний батальйон (Radfahr-Bataillon 620);
- 207-й розвідувальний самокатний ескадрон (Radfahr-Aufklärungs-Schwadron 207);
- 207-й інженерно-саперний батальйон (Pionier-Bataillon 207);
- 3-тя рота 53-го поліцейського батальйону (3./Polizei-Bataillon 53);
- 45-та польова комендатура зв'язку (Feld-Nachrichten-Kommandantur 45);
- 611-та польова комендатура (Feld-Kommandantur 611).

- штаб дивізії;
- 322-й гренадерський полк (Grenadier-Regiment 322);
- 113-й полк охорони (Sicherungs-Regiment 113);
- I.-й батальйон 9-го поліцейського полку (I./Polizei-Regiment 9);
- 285-й загін «Східних» рейтарів (український)[4] (Ost-Reiter-Abteilung 285);
- 285-та рота трофейних танків (Beute-Panzer-Kompanie 285);
- 285-й артилерійський дивізіон (Artillerie-Abteilung 285);
- 823-й дивізійний батальйон зв'язку (Divisions-Nachrichten-Abteilung 823);
- 322-й об'єднаний дивізійний відділ (Divisionseinheiten 322).